# Pseudojuloides
Pseudojuloides – rodzaj ryb okoniokształtnych z rodziny wargaczowatych.

## Klasyfikacja
Gatunki zaliczane do tego rodzaju:

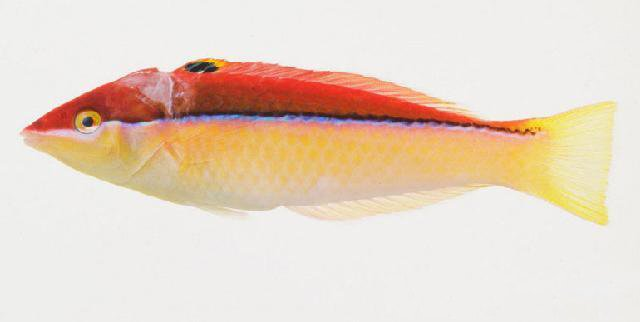
Pseudojuloides argyreogaster
- Pseudojuloides atavai
- Pseudojuloides cerasinus
- Pseudojuloides elongatus
- Pseudojuloides erythrops
- Pseudojuloides inornatus
- Pseudojuloides kaleidos
- Pseudojuloides mesostigma
- Pseudojuloides pyrius
- Pseudojuloides severnsi
- Pseudojuloides xanthomos

- Pseudojuloides atavai